# Бен Шварц
Бенджамін Шварц (англ. Benjamin Schwartz; нар.. 15 вересня 1981, Бронкс, Нью-Йорк, США) — американський актор, комік, сценарист, режисер і продюсер. Відомий як виконавець ролі Жан-Ральфіо Сейпштейна в ситкомі «Парки та зони відпочинку» та Клайда Оберхольда в серіалі «Оселя брехні», а також як актор озвучки Ренді Каннінгема в мультсеріалі «Класний ніндзя», Віллі Дака в «Качиних історіях» в «Еволюції Черепашок-ніндзя» та постійний гість у веб-серіалі «Джейк та Амір».
Шварц озвучує їжака Соніка у фільмі «Їжак Сонік» та його продовженні. Також він знімався у фільмах «Світ через замкову щілину», «У них все добре», «Копи на підхваті», «Прогулянка висотою», «Далі живіть самі», «Стендапер по життю» та «Флора і Улісс». Шварц з'являвся і на телебаченні: у серіалах «Космічні сили» (2020—2022) від Netflix та «Вечірка» (2022) від Apple TV+.

## Ранні роки
Бенджамін Шварц народився 15 вересня 1981 року в Бронксі, Боро Нью-Йорка. Він жив разом із батьками, корінними жителями Бронкса, у Рівердейлі, районі на північному заході Боро. Його батько був соцпрацівником, який пізніше зайнявся продажем нерухомості, а мати — викладачкою музики в PS 24, початковій школі в Рівердейлі . Також у Шварца є сестра на ім'я Марні. В інтерв'ю Кевін Поллаку він сказав: «Коли я говорив людям про те, що я з Бронкса, вони запитували в мене: „Оу, у тебе є кульові поранення?“, А я відповідав: „Ні, там тільки я і, типу, євреї“».
Коли Шварцу виповнилося 11 років, його родина переїхала в місто Еджмонт в окрузі Вестчестер . Шварц відвідував Середню школу Еджмонта, де грав у баскетбол та співав у шкільному хорі; він закінчив школу 1999 року. Потім вступив до Юніон-коледжу, що базується на вивченні психології та антропології.

## Кар'єра

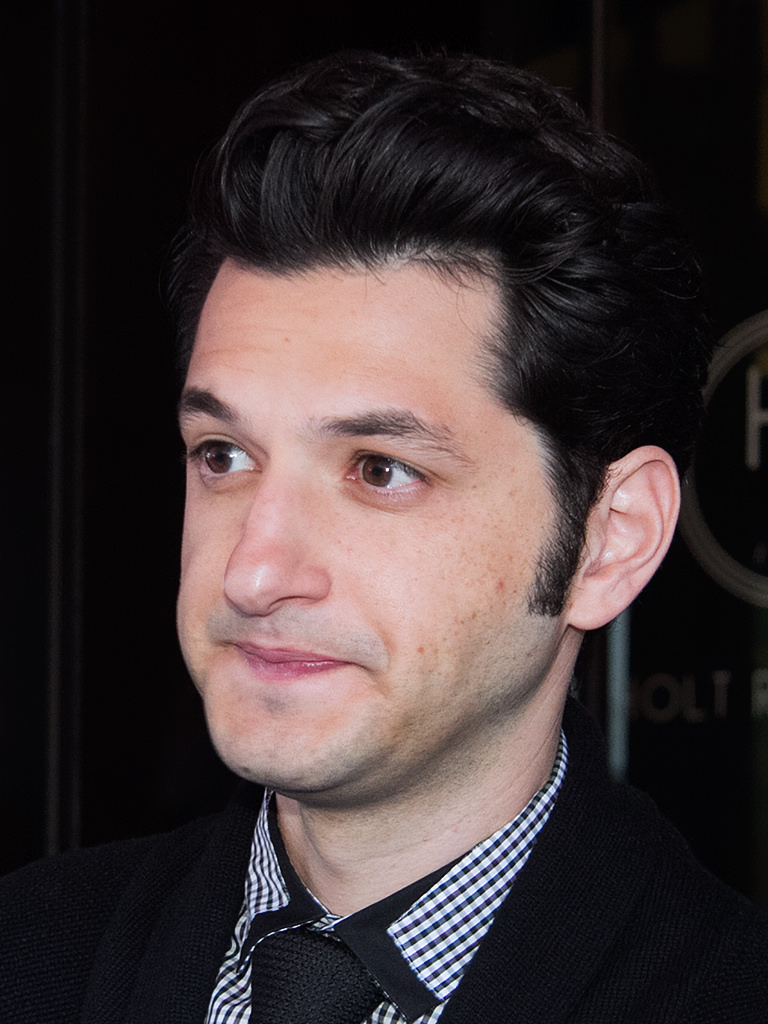
Бен Шварц у 2014 році

На телебаченні Шварц виконав гостьову роль Жан-Ральфіо Сейпштейна в серіалі NBC «Парки та зони відпочинку» та одну з головних ролей у серіалі Showtime «Оселя брехні». У 2010 році він зіграв Білла Гойта у шпигунській драмі Джефрі Джейкоба Абрамса «Під прикриттям».
Шварц мав власну рубрику в серіалі «Горі в пеклі шоу» від HBO під назвою «Жахливі рішення з Беном Шварцем», також він з'являвся в кількох скетчах веб-серіалу «Джейк і Амір» компанії CollegeHumor.
Шварц був тричі номінований на премію «Еммі» і отримав одну в 2009 році в категорії «Найкраща оригінальна музика та слова» за виступ на відкритті 81-ї церемонії вручення премії «Оскар» разом із Г'ю Джекманом .
Шварц озвучував Ренді Каннінгема, головного героя мультсеріалу «Класний ніндзя», підлітка, який в образі ніндзя захищає своє рідне місто Норрісвіль від сил зла.
У вересні 2013 року компанія Paramount Pictures доручила йому зняти ремейк фільму «Мильна піна» під назвою «El Fuego Caliente» і переробити американську мильну оперу з оригіналу в латинську теленовелу разом з продюсерами Робом Райнером та Аланом Грейсманом, Шварц сценарій на основі сюжету Брайана Грейзера і продав оригінальну ідею Universal Pictures . Він також був додатковим сценаристом третього сезону Робоципа і позаштатним сценаристом одного з сегментів передачі Saturday Night Live, а також діалогів для Пізнього шоу з Девідом Леттерманом.
Шварц — випускник Upright Citizens Brigade Theatre (UCBT). Він був членом імпровізаційної групи «Hot Sauce» разом з Адамом Паллі та Гілом Озері. Колектив мав власну шоу-імпровізацію «Something Fresh», яку вони виконували щомісяця.
Разом з Біллом Гейдером були вокальними консультантами фільму «Зоряні війни: Пробудження Сили». Шварц також зіграв у фільмі одного зі штурмовиків.
З 2014 року Шварц з'являється у деяких підкастах «Comedy Bang! Bang!», а також «If I Were You», «ID10T with Chris Hardwick», «You Made It Weird with Pete Holmes» та «Conan O'Brien Needs a Friend».
Починаючи з 2017 року, Шварц озвучував Віллі Дака у перезапуску мультсеріалу «Качині історії». Шварц виконав роль самого себе у спецвипуску мультсеріалу «Будинок: Пригоди Тип і О» — «Будинок на свята» — разом з Келлі Кларксон. Він озвучував Леонардо в серіалі «Еволюція Черепашок-ніндзя» . У серпні 2018 року Шварц був обраний актором озвучки головного героя у фільмі «Їжак Сонік» .
26 вересня 2019 стало відомо про те, що Шварц отримав роль Ф. Тоні Скарапідучі в комедійному телесеріалі Netflix «Космічні сили».
Шварц виконав одну з головних ролей у фільмі «Стендапер по життю», що вийшов на екрани у лютому 2020 року.
У квітні 2020 року на Netflix вийшло перше в історії сервісу імпровізаційне шоу «Міддлдітч і Шварц», в якому Шварц та комік Томас Мідлдітч розігрували різні сценки .
2022 року Шварц виконав одну з головних ролей у першому сезоні комедійно-детективного телесеріалу Apple TV+ «Вечірка».

### Письменницька діяльність
Шварц є співавтором трьох книг Аманди Макколл («Бабуся мертва: Термінові погані новини з дитинчатами тварин»), «Можливо, твоя нога відросте заново! Думки позитивніші з дитинчатами тварин» та «Чому на татові сукня? Незграбні питання з дитинчатами тварин») і одного твору Лори Мозес («Що тобі, ідіоту, варто знати про побачення»).

## Фільмографія

### Кіно
| Рік  | Українська назва                   | Оригінальна назван                                  | Роль                            | Примітки              |
| ---- | ---------------------------------- | --------------------------------------------------- | ------------------------------- | --------------------- |
| 2007 | Нью-йоркська серенада              | New York City Serenade                              | Расс                            |                       |
| 2009 | Таємна команда                     | Mystery Team                                        | Приятель Дагі                   |                       |
| 2009 | Я ненавиджу день Святого Валентина | I Hate Valentine's Day                              | Партнер Теммі                   |                       |
| 2009 | У них все добре                    | Everybody's Fine                                    | Письменник                      |                       |
| 2010 | Копи на підхваті                   | The Other Guys                                      | Ассистент Бімана                |                       |
| 2010 | Світ через замкову щілину          | Peep World                                          | Нейтан Меєрвітц                 |                       |
| 2013 | Турбо                              | Turbo                                               | Занос (голос)                   |                       |
| 2013 | Кавове містечко                    | Coffee Town                                         | Джино                           |                       |
| 2013 | Хімія і життя                      | Better Living Through Chemistry                     | Ной                             |                       |
| 2013 | Сліпа удача                        | Runner Runner                                       | Крейг                           |                       |
| 2014 | Далі живіть самі                   | This Is Where I Leave You                           | Раббі Чарльз Гроднер            |                       |
| 2014 | Щасливого Різдва                   | Happy Christmas                                     | Гість вечіпки                   |                       |
| 2014 | Інтерв'ю                           | The Interview                                       | Агент Емінема                   |                       |
| 2015 | Прогулянка висотою                 | The Walk                                            | Альберт                         |                       |
| 2015 | Зоряні війни: Пробудження Сили     | Star Wars: The Force Awakens                        | BB-8                            | Голосовий консультант |
| 2016 | Втручання                          | The Intervention                                    | Джек                            |                       |
| 2017 | Як бути латинським коханцем        | How to Be a Latin Lover                             | Джиммі                          |                       |
| 2017 | Навиворіт                          | Outside In                                          | Тед                             |                       |
| 2018 | Щасливі роковини                   | Happy Anniversary                                   | Сем                             |                       |
| 2018 | Блакитна ігуана                    | Blue Iguana                                         | Пол Дріггс                      |                       |
| 2018 | Робота актора над собою            | An Actor Prepares                                   | Джиммі                          |                       |
| 2018 | Вечірня школа                      | Night School                                        | Марвін                          |                       |
| 2019 | Lego Фільм 2                       | The Lego Movie 2: The Second Part                   | Банарнар                        |                       |
| 2019 | Стендапер за життя                 | Standing Up, Falling Down                           | Скотт                           |                       |
| 2020 | Їжак Сонік                         | Sonic the Hedgehog                                  | Їжак Сонік (голос)              |                       |
| 2021 | Мьюзик                             | Music                                               | Руді                            |                       |
| 2021 | Флора і Улісс                      | Flora & Ulysses                                     | Джордж Бакман                   |                       |
| 2021 | Ліга монстрів                      | Rumble                                              | Джимоті Бретт-Чедлі III (голос) |                       |
| 2022 | Їжак Сонік 2                       | Sonic the Hedgehog 2                                | їжак Сонік (голос)              |                       |
| 2022 | DC Ліга Супер-Улюбленців           | DC League of Super-Pets                             |                                 |                       |
| 2022 | Еволюція Черепашок-ніндзя: Фільм   | Rise of the Teenage Mutant Ninja Turtles: The Movie | Лео (голос)                     |                       |
| 2023 | Ренфілд                            | Renfield                                            | Тедді Лобо                      |                       |
| 2024 | Їжак Сонік 3                       | Sonic the Hedgehog                                  | Їжак Сонік (голос)              |                       |

### Телебачення
| Рік           | Українська назва                             | Оригінальна назва                        | Роль                       | Примітки                                      |
| ------------- | -------------------------------------------- | ---------------------------------------- | -------------------------- | --------------------------------------------- |
| 2006          | Пізно ввечері з Конаном О'Браєном            | Late Night with Conan O'Brien            | різні ролі                 | 1 епізод                                      |
| 2007          | Стеження за зірками                          | Starveillance                            | Гленн (голос)              | 3 епізоди                                     |
| 2007—08       | Мандрівники з Бронкса                        | Bronx World Travelers                    | Бен                        | 5 епізодів Також продюсер та режисер          |
| 2008—09       | Мейн-стріт                                   | Mayne Street                             | Еван Мітц                  | 10 епізодів                                   |
| 2009          | Поєднання з вампіром                         | Intercourse With A Vampire               | Офіциант                   | 1 епізод                                      |
| 2009          | Умисна випадковість                          | Accidentally on Purpose                  | Макс                       | епізод: «Working Girl»                        |
| 2009          | Щастя — не межа                              | Happiness Isn't Everything               | Джекі Гембургер            | Телефільм                                     |
| 2009—11       | Жахливі рішення з Беном Шварцем              | Terrible Decisions with Ben Schwartz     | Бен                        | також продюсер                                |
| 2010          | Шоу Сари Сільверман                          | The Sarah Silverman Program              | Сценарист                  | епізод: «A Slip Slope»                        |
| 2010—12       | Під прикриттям                               | Undercovers                              | Білл Гойт                  | 13 епізодів                                   |
| 2010—15, 2020 | Парки та зони відпочинку                     | Parks and Recreation                     | Жан-Ральфіо Сейпштейн      | 22 епізоди                                    |
| 2011          | Гори в аду шоу                               | Funny or Die Presents                    | Бен                        | Сегмент: «Terrible Decisions»; також продюсер |
| 2011          | Псих                                         | Mad                                      | різні голоси               | епізод: «Ribbitless / The Clawfice»           |
| 2012          | Трон: Повстання                              | Tron: Uprising                           | Райло (голос)              | епізод: «The Renegade: Part 1»                |
| 2012—16       | Оселя брехні                                 | House of Lies                            | Клайд Оберхольт            | 58 епізодів                                   |
| 2012—15       | Класний ніндзя                               | Randy Cunningham: 9th Grade Ninja        | Ренді Каннінгем (голос)    | 50 епізодів                                   |
| 2013          | Файли Дока                                   | The Doc Files                            | Стаффі (голос)             |                                               |
| 2013          | Уповільнений розвиток                        | Arrested Development                     | Джон Берд-молодший         | епізод: «Colony Collapse»                     |
| 2013          | Основи студентського гумору                  | CollegeHumor Originals                   | Грає сам себе              | 1 епізод; також режисер                       |
| 2013—20       | Бургери Боба                                 | Bob's Burgers                            | Джош / Рік (голос)         | 4 епізоди                                     |
| 2013—20       | Робоцип                                      | Robot Chicken                            | різні голоси               | 3 епізоди                                     |
| 2013—16       | Піф-паф комедія                              | Comedy Bang! Bang!                       | Родні Вейбер               | 4 епізоди                                     |
| 2015—19       | Кінь БоДжек                                  | BoJack Horseman                          | Рутабага Ребітовиц (голос) | 8 епізодів                                    |
| 2015          | Сімпсони                                     | The Simpsons                             | Клерк (голос)              | епізод: «Cue Detective»                       |
| 2015          | П'яна історія                                | Drunk History                            | Меєр Ланськи               | епізод: «Las Vegas»                           |
| 2015          |                                              | The Late Late Show                       | камео                      | епізод, 30 січня                              |
| 2016—17       | Звірі                                        | Animals                                  | різні голоси               | 2 епізоди                                     |
| 2017          | Спекотне побачення                           | Hot Date                                 | Багатий хлопець            | епізод: «Gold Diggers»                        |
| 2017—21       | Качині історії                               | DuckTales                                | Віллі Дак (голос)          | головна роль                                  |
| 2018          | Медаль Почшани                               | Medal of Honor                           | Віто Бертольдо             | 1 епізод                                      |
| 2018, 2019    | Американська сімейка                         | Modern Family                            | Нік                        | 3 епізоди                                     |
| 2018—20       | Еволюція Черепашок-ніндзя                    | Rise of the Teenage Mutant Ninja Turtles | Лео (голос)                | головна роль                                  |
| 2019          | Раян Хансен розкриває злочини на телебаченні | Ryan Hansen Solves Crimes on Television  | камео                      | епізод: «Execution Dependant»                 |
| 2019          | Пінки Малинки                                | Pinky Malinky                            | Тренер Фрибьорд (голос)    | епізод: «Advanced»                            |
| 2019          | Власність на баджилліон доларів              | Bajillion Dollar Propertie$              | Квистіан Гейл              | 2 епізоди                                     |
| 2020          | Міддлдітч і Шварц                            | Middleditch and Schwartz                 | камео                      | головна роль                                  |
| 2020          | Схрестивши мечі                              | Crossing Swords                          | Кіфер (голос)              | 2 епізоди                                     |
| 2020          | Ток-шоу Джорджа Лукаса                       | The George Lucas Talk Show               | камео                      | 2 епізоди                                     |
| 2020—21       | Американський тато!                          | American Dad!                            | різні голоси               | 3 епізоди                                     |
| 2020—22       | Космічні сили                                | Space Force                              | Ф. Тони Скарапідуччі       | головна роль                                  |
| 2021          | Земля — Неду                                 | Earth to Ned                             | камео                      | епізод: «Party Like It's Nineteen Ninety Ned» |
| 2021          | Постановка                                   | Staged                                   | Том                        | 3 епізоди                                     |
| 2021          | Дзвінки                                      | Calls                                    | Енді (голос)               | епізод: «The Beginning»                       |
| 2021          | Благословіть Гартів                          | Bless the Harts                          | Брайс (голос)              | епізод: «Haul Force One»                      |
| 2021          | МОДОК                                        | M.O.D.O.K.                               | Лу Тарлтон                 | головна роль                                  |
| 2021          | Мій вихованець — псих                        | HouseBroken                              | різні голоси               | 4 епізоди                                     |
| 2021          | Ох вже ці дітки!                             | Rugrats                                  | Лорд Кратер                | епізод: «Final Eclipse»                       |
| 2021          | Ферфакс                                      | Fairfax                                  | Коді (голос)               | головна роль                                  |
| 2022          | Вечірка                                      | The Afterparty                           | Яспер                      | головна роль                                  |

### Веб-серіали
| Рік        | Українська назва         | Оригінальна назва        | Роль                         | Примітки                                                                      |
| ---------- | ------------------------ | ------------------------ | ---------------------------- | ----------------------------------------------------------------------------- |
| 2009-15    | Джейк та Амір            | Jake and Amir            | Різні ролі; грає самого себе | 22 епізоди                                                                    |
| 2012, 2017 | Чат-шоу Кевіна Поллака   | Kevin Pollak's Chat Show | Грає самого себе/гість       | Епізоди: «143», «291»                                                         |
| 2016       | Дуже раннє шоу           | The Earliest Show        | Джош Бет                     | 6 епізодів; також сценарист та режисер                                        |
| 2018       | З добрим міфічним ранком | Good Mythical Morning    | Грає самого себе             | Епізод: Crazy Free Stuff On Craigslist (GAME) ft. Ben Schwartz"               |
| 2019       | Балакуча гра             | Game Grumps              | Грає самого себе             | Епізод: "Playing Magic Kingdom w/Ben Schwartz! "                              |
| 2020       | Балакуча гра             | Game Grumps              | Грає самого себе             | Епізод: «Playing Games with Epic Gamer BEN SCHWARTZ — Guest Grumps — Aladdin» |
| 2020       | Балакуча гра             | Game Grumps              | Грає самого себе             | Епізод: "Playing Quiplash with Thomas Middleditch and Ben Schwartz! «         |
| 2020       | З добрим міфічним ранком | Good Mythical Morning    | Грає самого себе             | Епізод: Who Is the Fastest? (SPEED CHALLENGE)»                                |

### Відеоігри
| Рік  | Назва                    | Роль      |
| ---- | ------------------------ | --------- |
| 2013 | Turbo: Super Stunt Squad | Занесення |